# Мерцен
Мерцен (нем. Merzen) — община в Германии, в земле Нижняя Саксония.
Входит в состав района Оснабрюк. Подчиняется управлению Нойенкирхен. Население составляет 4027 человек (на 31 декабря 2010 года). Занимает площадь 52,94 км².
Коммуна подразделяется на 6 сельских округов.
| Год  | Население |
| ---- | --------- |
| 1990 | 2970      |
| 1995 | 3418      |
| 2000 | 3941      |
| 2005 | 4134      |
| 2010 | 4043      |